# Apple Card

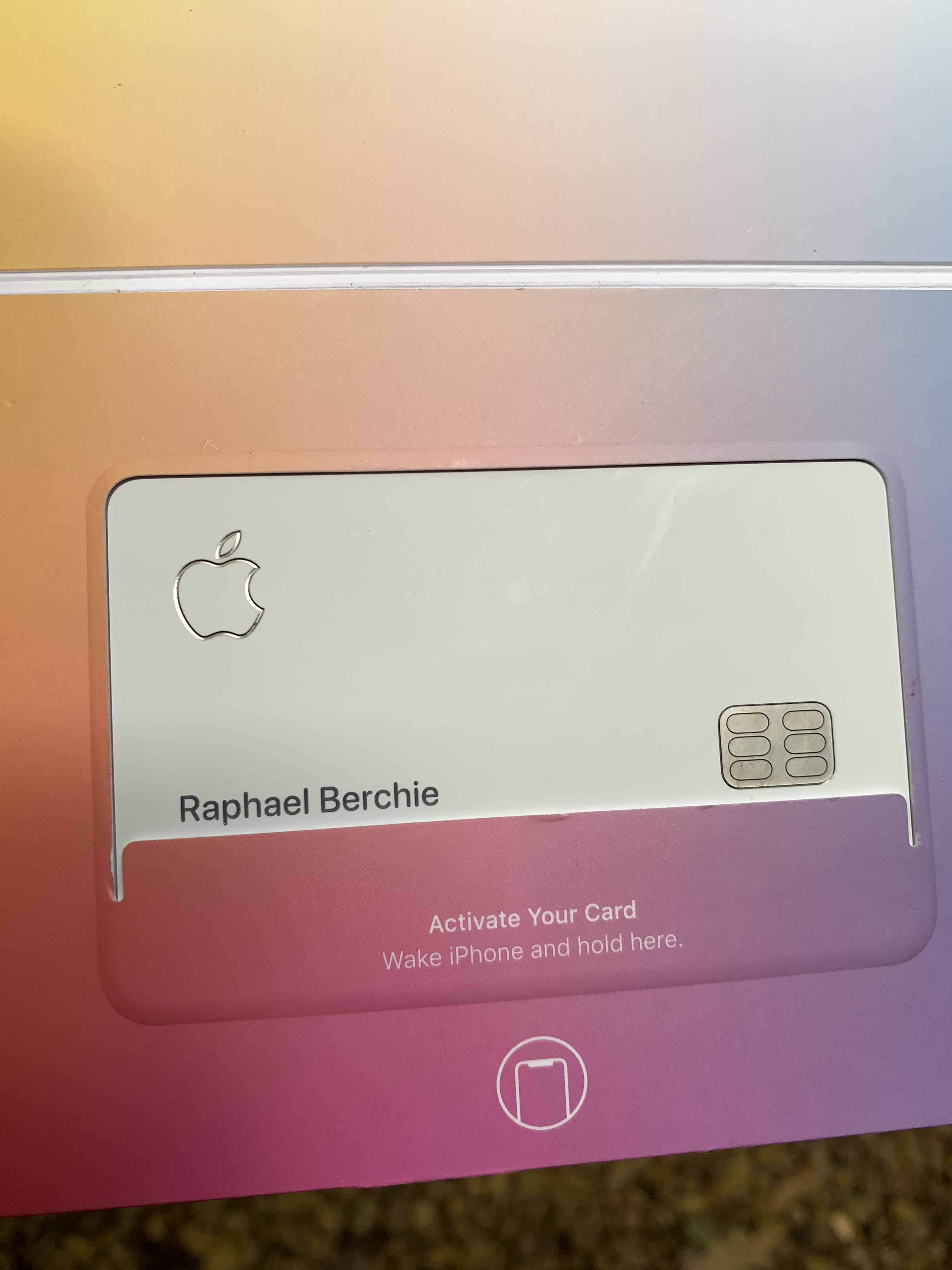
Apple Card

Apple Card là thẻ tín dụng được Apple Inc. phát triển và thiết kế chủ yếu để sử dụng với Apple Pay trên các thiết bị của Apple như iPhone hoặc Apple Watch. Nó được lên kế hoạch ra mắt tại Hoa Kỳ vào nửa đầu tháng 8 năm 2019. (Chủ thẻ bổ sung và tài khoản chung sẽ không được hỗ trợ khi ra mắt.) 
Apple Card được công bố tại một sự kiện đặc biệt của Apple vào ngày 25 tháng 3 năm 2019. Không giống như các sự kiện đặc biệt trước đây từng là nền tảng để công bố phần cứng sắp tới, sự kiện này tập trung vào các dịch vụ và phần mềm internet mới. Các dịch vụ khác được công bố tại sự kiện này bao gồm Apple TV+, Apple News+ và Apple Arcade.

## Tính năng

### Không mất phí
Apple Card không bao gồm phí trễ hạn, tạm ứng tiền mặt, phí rút quốc tế, phí thấu chi hoặc phí thẻ tín dụng hàng năm, ngoại trừ phí lãi suất áp dụng khi có số dư nợ và bất kỳ khoản phí trao đổi nào được tính cho nhà cung cấp.

### Phát hành ngay lập tức
Người dùng đăng ký Apple Card trực tiếp từ trong ứng dụng Wallet. Nếu ứng dụng của người dùng được chấp thuận, Apple Card kỹ thuật số của họ sẽ được cung cấp để sử dụng trên tất cả các thiết bị của họ ngay lập tức. Người dùng cũng có tùy chọn đặt mua thẻ vật lý để sử dụng tại các địa điểm không chấp nhận thanh toán không tiếp xúc.